# Варкен, Адилсон
Ади́лсон Ва́ркен, более известный как Ади́лсон (порт.-браз. Adílson Warken; 16 января 1987, Бон-Принсипиу, Бразилия) — бразильский футболист, полузащитник.

## Карьера
Карьеру начал в бразильской команде «СЭР Кашиас» в 2005 году. В 2006 году подписал контракт с другим бразильским клубом — «Гремио». С 2007 года выступал за основную команду. В составе «Гремио» чемпион штата Риу-Гранди-ду-Сул 2010 года.
В середине декабря 2011 года появились слухи о том, что «Терек» может подписать контракт с Адилсоном. 24 декабря футболист подписал контракт с клубом из Грозного. Грозненцы заплатили за трансфер 1,2 млн. евро, тем самым выкупив 55% прав на футболиста. Остальная сумма будет перечислена бразильскому клубу в течение двух лет. Как сообщил сам футболист, переехать в Россию ему посоветовал Родолфо.
Дебютировал в Премьер-Лиге 6 апреля 2012 года в матче с нальчикским «Спартаком» (2:0). Футболист вышел на поле на последней минуте встречи, заменив Маурисио. В марте 2017 года перешёл в «Атлетико Минейро».

## Позиция на поле
По амплуа является опорным полузащитником. Также Адилсон может сыграть на позиции правого защитника и центрального полузащитника.